# Tipula (Mediotipula) caucasiensis
Tipula (Mediotipula) caucasiensis is een tweevleugelige uit de familie langpootmuggen (Tipulidae). De soort komt voor in het Palearctisch gebied.